# Municipio de Ahuazotepec
El municipio de Ahuazotepec (del nahuatl: ahuatl, zoltic, tepetl, c ‘encina, viejo, cerro, en’‘En el cerro de la encina vieja’) es un municipio localizado en la zona noroeste del estado de Puebla, México. Formó parte del distrito de Huauchinango hasta 1895, año en el cual fue erigido como municipio libre. Su cabecera municipal es el pueblo de Ahuazotepec.

## Geografía y recursos naturales
El municipio de Ahuazotepec colinda al norte con el municipio de Huauchinango, al sur y al oriente con el municipio de Zacatlán y al poniente con el municipio de Acaxochitlán, en el estado de Hidalgo. Tiene una extensión de 60.5 km².
Ahuazotepec se localiza en la parte occidental de la sierra de Puebla, la cual forma parte de la Sierra Madre Oriental. Por el municipio corren dos ríos importantes: el río Totolapa, y el Tlachinalco. Este último se une al Totolapa.
En el norte y el sureste del municipio existen bosques de pino y encino. Su fauna silvestre se compone principalmente de las siguientes especies: tlacuache, ardilla, conejo y rata de campo.
|                          | Norte: Huauchinango |                |
| Oeste: Estado de Hidalgo |                     | Este: Zacatlán |
|                          | Sur: Zacatlán       |                |

## Población
De acuerdo al II Conteo de Población y Vivienda realizado por el INEGI, el municipio cuenta con una población de 9,573 habitantes.
La cabecera municipal tiene una población de 1,475 habitantes y se encuentra localizada a una distancia de aproximadamente 135 km de la Ciudad de Puebla. Las principales localidades, además de la cabecera municipal son Beristáin, con 1,824 habitantes y localizada a unos 5 km de la cabecera; Laguna Seca, a 4 km de la cabecera municipal y con una población de 1,151 habitantes; Ahuacatla, ubicada a 2 km de la cabecera y con unos 341 habitantes; y La Estación, cuyo número de habitantes es 402 y está localizada a un kilómetro y medio del pueblo de Ahuazotepec.

## Cultura

Robenos Semana Santa 2018.

El monumento arquitectónico más importante del municipio se encuentra ubicado en la cabecera municipal, y es el templo dedicado a San Nicolás de Tolentino. Este templo data del siglo XVI. Ha sido remodelado con pinturas al óleo de un artista local.
La más grande celebración en el municipio es la feria del transporte que se realiza anualmente durante la Semana Santa o Semana Mayor.Y lleva más de 50 años realizándose. Con una gran tradición religiosa en cuanto a peregrinaciones y ceremonias. Existe una mezcla de tradición pagana llamada Robenos que son jóvenes disfrazados que tienen participación en las peregrinaciones religiosas.
Además el 19 de marzo se lleva a cabo una feria en la localidad de Beristáin, dicha feria se celebra en honor a la iglesia de San José, todos los habitantes se reúnen ese día para agradecer al santo patrono, se llevan a cabo desfiles y un sinfín de actividades familiares, todo termina el día 22 de marzo con la quema del castillo.
Las artesanías que se fabrican en este municipio son principalmente la talla de madera y la alfarería.

## Economía
El pueblo de Ahuazotepec es conocido como "La Cuna Del Trailero" ya que destaca el Transporte de Carga Pesada a Nivel Nacional, operado con Tractocamiones de Quinta Rueda de diferentes empresas dedicadas a los autotransportes y fletes. En el municipio se encuentran 53 líneas de autotransporte, entre ellas: Transportes Ahuazotepec S.A de C.V. 
La agricultura del municipio consiste principalmente en el cultivo del maíz y el frijol. Se cultivan también hortalizas como el chile verde, avena, papa, forraje, alfalfa, pastos y cebada. Asimismo se cultivan frutas como la manzana, pera, ciruela, capulín, durazno ciruelos y guayaba. 
En el ámbito de la ganadería, el municipio destaca por la cría de ganado vacuno, lanar, porcino, caprino y equino. Además, se crían aves de corral.
La industria de este municipio consiste en la fabricación de muebles de madera, así como productos minerales no metálicos.

## Demografía
De acuerdo a los resultados del Censo de Población y Vivienda de 2010 realizado por el Instituto Nacional de Estadística y Geografía, la población total de Ahuazotepec asciende a 10 457 personas; de las que 5127 son hombres y 5330 son mujeres.

### Localidades
El municipio incluye en su territorio un total de _ localidades. Las principales, considerando su población del censo de 2010 son:
| Localidad                  | Población |
| -------------------------- | --------- |
| Ahuazotepec                | 2 351     |
| Beristáin                  | 2 335     |
| Laguna Seca                | 959       |
| La Estación de Ahuazotepec | 684       |
| Total municipio            | 10 457    |

## Política

### Representación legislativa
Para la elección de diputados locales al Congreso de Puebla y de diputados federales a la Cámara de Diputados federal, el municipio de Ahuazotepec se encuentra integrado en los siguientes distritos electorales:
Local:
- Distrito electoral local de 3 de Puebla con cabecera en Zacatlán.[5]

Federal:
- Distrito electoral federal 2 de Puebla con cabecera en la Zacatlán.[6]